# Saison WNBA 2017
Navigation
Saison 2016 Saison 2018
La saison WNBA 2017 est la 21e saison de la Women's National Basketball Association (WNBA). La saison régulière a commencé le 13 mai avec trois matchs, mis en évidence par le champion en titre de la WNBA, les Sparks de Los Angeles accueillant le Storm de Seattle. Elle s'est terminé le 3 septembre. Les séries éliminatoires ont commencé le 6 septembre et se sont terminées le 4 octobre, le Lynx du Minnesota battant les Sparks en cinq matchs pour remporter leur quatrième titre WNBA.
C'était la dernière saison des Stars de San Antonio dans la ville qu'ils habitaient depuis 2003. Après la saison, la société mère Spurs Sports & Entertainment a vendu l'équipe à MGM Resorts International, qui a déménagé l'équipe à Las Vegas. Les anciennes Stars jouent maintenant en tant que Aces de Las Vegas.

## Transactions

### Draft
La Draft WNBA 2017 se tient le 13 avril 2016. La cérémonie est organisée au Samsung 837 New York avec une diffusion télévisée sur ESPN2 pour le premier tour et ESPNU pour les suivants. Kelsey Plum est retenue comme premier choix.

### Changements d’entraîneur
| Avant-saison         | Avant-saison      | Avant-saison      | Avant-saison |
| Équipe               | Ancien entraîneur | Nouvel entraîneur | Référence    |
| -------------------- | ----------------- | ----------------- | ------------ |
| Stars de San Antonio | Dan Hughes        | Vickie Johnson    |              |
| Fever de l'Indiana   | Stephanie White   | Pokey Chatman     |              |
| Sky de Chicago       | Pokey Chatman     | Amber Stocks      |              |
| En cours de saison   |                   |                   |              |
| Liberty de New York  | Jenny Boucek      | Gary Kloppenburg  |              |

## Déroulement de la saison

### Saison régulière
Plusieurs joueuses quittent le championnat pour prendre part à l'Championnat d'Europe 2017 : Sancho Lyttle (du Dream pour l'Espagne), Alex Bentley (du Sun pour la Biélorussie), Emma Meesseman (des Mystics pour la Belgique), Epiphanny Prince (du Liberty pour la Russie) et Kia Vaughn (du Liberty pour la République tchèque); elles sont remplacées par Lindsay Allen et Chelsea Hopkins. Joueuse du Sky Courtney Vandersloot rejoint la Hongrie pour laquelle jouait précédemment sa coéquipière de Chicago Allie Quigley.
Plusieurs records sont battus : Diana Taurasi devient la meilleure marqueuse de l'histoire de la ligue et Sue Bird la meilleure passeuse. Jonquel Jones bat le record du nombre de rebonds captés sur la saison régulière détenu depuis 2010 par Tina Charles avec 403 prises contre 398 précédemment.

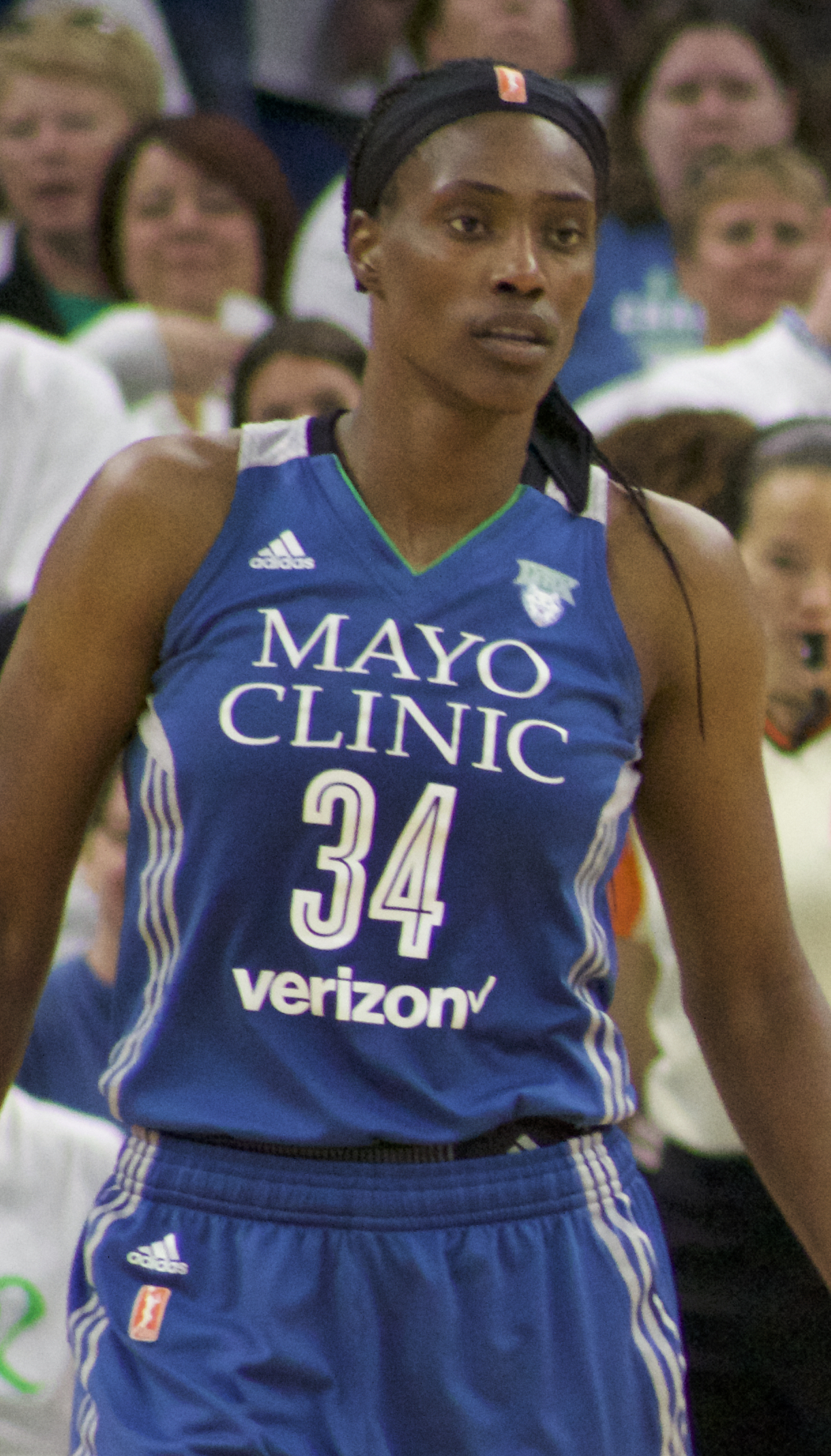
Sylvia Fowles et le Lynx réussissent le meilleur début de saison.

 V = victoires, D = défaites, PCT = pourcentage de victoires, GB = retard (en nombre de matchs).
| Équipe                | (E/O) | V  | D  | PCT.   | GB | Conférence | Domicile | Extérieur |
| --------------------- | ----- | -- | -- | ------ | -- | ---------- | -------- | --------- |
| Lynx du Minnesota     | Ouest | 27 | 7  | 79,4 % | -  | 13-3       | 15-2     | 12-5      |
| Sparks de Los Angeles | Ouest | 26 | 8  | 76,5 % | 1  | 12-4       | 16-1     | 12-7      |
| Sun du Connecticut    | Est   | 22 | 12 | 64,7 % | 5  | 11-5       | 13-4     | 9-8       |
| Liberty de New York   | Est   | 21 | 13 | 61,8 % | 6  | 10-6       | 12-5     | 9-8       |
| Mercury de Phoenix    | Est   | 18 | 16 | 52,9 % | 9  | 7-9        | 9-8      | 9-8       |
| Mystics de Washington | Est   | 18 | 16 | 52,9 % | 9  | 12-4       | 11-6     | 7-10      |
| Wings de Dallas       | Ouest | 16 | 18 | 47,1 % | 11 | 7-9        | 10-7     | 6-11      |
| Storm de Seattle      | Est   | 15 | 19 | 44,1 % | 12 | 8-8        | 10-7     | 5-12      |
| Sky de Chicago        | Est   | 12 | 22 | 35,3 % | 15 | 6-10       | 4-13     | 8-9       |
| Dream d'Atlanta       | Ouest | 12 | 22 | 35,3 % | 15 | 5-11       | 9-8      | 3-14      |
| Fever de l'Indiana    | Ouest | 9  | 25 | 26,5 % | 18 | 4-12       | 6-11     | 3-14      |
| Stars de San Antonio  | Ouest | 8  | 26 | 23,5 % | 19 | 1-15       | 6-11     | 2-15      |

| Qualifié pour les playoffs |

Depuis la saison 2016, le classement final est ordonné sans distinction de conférence.

### Playoffs

#### Tableau récapitulatif
|  | Premier tour (1 match) | Premier tour (1 match) | Premier tour (1 match) |                       |    | Deuxième tour (1 match) | Deuxième tour (1 match) | Deuxième tour (1 match) |   |  | Demi-finales (série au meilleur des 5 matchs) | Demi-finales (série au meilleur des 5 matchs) | Demi-finales (série au meilleur des 5 matchs) |   |  | Finales (série au meilleur des 5 matchs) | Finales (série au meilleur des 5 matchs) | Finales (série au meilleur des 5 matchs) |
|  |                        |                        |                        |                       |    |                         |                         |                         |   |  |                                               |                                               |                                               |   |  |                                          |                                          |                                          |
|  | 6                      | Mystics de Washington  | 86                     |                       |    |                         |                         |                         |   |  |                                               |                                               |                                               |   |  |                                          |                                          |                                          |
|  | 7                      | Wings de Dallas        | 76                     |                       |    |                         |                         |                         |   |  |                                               |                                               |                                               |   |  |                                          |                                          |                                          |
|  | 7                      | Wings de Dallas        | 76                     |                       | 5  | Mercury de Phoenix      | 88                      |                         |   |  |                                               |                                               |                                               |   |  |                                          |                                          |                                          |
|  |                        |                        |                        |                       | 5  | Mercury de Phoenix      | 88                      |                         |   |  |                                               |                                               |                                               |   |  |                                          |                                          |                                          |
|  |                        |                        | 4                      | Sun du Connecticut    | 83 |                         |                         |                         |   |  |                                               |                                               |                                               |   |  |                                          |                                          |                                          |
|  |                        |                        | 4                      | Sun du Connecticut    | 83 |                         |                         |                         |   |  |                                               |                                               |                                               |   |  |                                          |                                          |                                          |
|  |                        |                        |                        |                       |    |                         |                         |                         |   |  |                                               |                                               |                                               |   |  |                                          |                                          |                                          |
|  |                        |                        |                        |                       |    |                         |                         |                         |   |  |                                               |                                               |                                               |   |  |                                          |                                          |                                          |
|  |                        |                        |                        |                       |    |                         | 5                       | Mercury de Phoenix      | 0 |  |                                               |                                               |                                               |   |  |                                          |                                          |                                          |
|  |                        |                        |                        |                       |    |                         |                         |                         | 0 |  |                                               |                                               |                                               |   |  |                                          |                                          |                                          |
|  |                        | 2                      | Sparks de Los Angeles  | 3                     |    |                         |                         |                         |   |  |                                               |                                               |                                               |   |  |                                          |                                          |                                          |
|  |                        | 2                      | Sparks de Los Angeles  | 3                     |    |                         |                         |                         |   |  |                                               |                                               |                                               |   |  |                                          |                                          |                                          |
|  |                        |                        |                        |                       |    |                         |                         |                         |   |  |                                               |                                               |                                               |   |  |                                          |                                          |                                          |
|  |                        |                        |                        |                       |    |                         |                         |                         |   |  |                                               |                                               |                                               |   |  |                                          |                                          |                                          |
|  |                        |                        |                        |                       |    |                         |                         |                         |   |  |                                               |                                               |                                               |   |  |                                          |                                          |                                          |
|  |                        |                        |                        |                       |    |                         |                         |                         |   |  |                                               |                                               |                                               |   |  |                                          |                                          |                                          |
|  |                        |                        |                        |                       |    |                         |                         |                         |   |  |                                               |                                               |                                               |   |  |                                          |                                          |                                          |
|  |                        |                        |                        |                       |    |                         |                         |                         |   |  |                                               |                                               |                                               |   |  |                                          |                                          |                                          |
|  |                        |                        |                        |                       |    |                         |                         |                         |   |  |                                               |                                               |                                               |   |  |                                          |                                          |                                          |
|  |                        |                        |                        |                       |    |                         |                         |                         |   |  |                                               |                                               |                                               |   |  |                                          |                                          |                                          |
|  |                        |                        |                        |                       |    |                         |                         |                         |   |  |                                               | 2                                             | Sparks de Los Angeles                         | 2 |  |                                          |                                          |                                          |
|  |                        |                        |                        |                       |    |                         |                         |                         |   |  |                                               |                                               |                                               |   |  |                                          |                                          |                                          |
|  |                        | 1                      | Lynx du Minnesota      | 3                     |    |                         |                         |                         |   |  |                                               |                                               |                                               |   |  |                                          |                                          |                                          |
|  |                        | 1                      | Lynx du Minnesota      | 3                     |    |                         |                         |                         |   |  |                                               |                                               |                                               |   |  |                                          |                                          |                                          |
|  |                        |                        |                        |                       |    |                         |                         |                         |   |  |                                               |                                               |                                               |   |  |                                          |                                          |                                          |
|  |                        |                        |                        |                       |    |                         |                         |                         |   |  |                                               |                                               |                                               |   |  |                                          |                                          |                                          |
|  |                        |                        |                        |                       |    |                         |                         |                         |   |  |                                               |                                               |                                               |   |  |                                          |                                          |                                          |
|  |                        |                        |                        |                       |    |                         |                         |                         |   |  |                                               |                                               |                                               |   |  |                                          |                                          |                                          |
|  |                        |                        |                        |                       |    |                         |                         |                         |   |  |                                               |                                               |                                               |   |  |                                          |                                          |                                          |
|  |                        |                        |                        |                       |    |                         |                         |                         |   |  |                                               |                                               |                                               |   |  |                                          |                                          |                                          |
|  |                        |                        |                        |                       |    |                         |                         |                         |   |  |                                               |                                               |                                               |   |  |                                          |                                          |                                          |
|  |                        |                        |                        |                       |    |                         |                         |                         |   |  |                                               |                                               |                                               |   |  |                                          |                                          |                                          |
|  |                        |                        |                        |                       |    |                         | 1                       | Lynx du Minnesota       | 3 |  |                                               |                                               |                                               |   |  |                                          |                                          |                                          |
|  |                        |                        |                        |                       |    |                         |                         |                         | 3 |  |                                               |                                               |                                               |   |  |                                          |                                          |                                          |
|  |                        | 6                      | Mystics de Washington  | 0                     |    |                         |                         |                         |   |  |                                               |                                               |                                               |   |  |                                          |                                          |                                          |
|  |                        | 6                      | Mystics de Washington  | 0                     |    |                         |                         |                         |   |  |                                               |                                               |                                               |   |  |                                          |                                          |                                          |
|  |                        |                        |                        |                       |    |                         |                         |                         |   |  |                                               |                                               |                                               |   |  |                                          |                                          |                                          |
|  |                        |                        |                        |                       |    |                         |                         |                         |   |  |                                               |                                               |                                               |   |  |                                          |                                          |                                          |
|  |                        | 3                      | Liberty de New York    | 68                    |    |                         |                         |                         |   |  |                                               |                                               |                                               |   |  |                                          |                                          |                                          |
|  |                        |                        |                        | 68                    |    |                         |                         |                         |   |  |                                               |                                               |                                               |   |  |                                          |                                          |                                          |
|  |                        |                        | 6                      | Mystics de Washington | 82 |                         |                         |                         |   |  |                                               |                                               |                                               |   |  |                                          |                                          |                                          |
|  | 5                      | Mercury de Phoenix     | 6                      | Mystics de Washington | 82 | 79                      |                         |                         |   |  |                                               |                                               |                                               |   |  |                                          |                                          |                                          |
|  | 5                      | Mercury de Phoenix     |                        |                       |    | 79                      |                         |                         |   |  |                                               |                                               |                                               |   |  |                                          |                                          |                                          |
|  | 8                      | Storm de Seattle       | 69                     |                       |    |                         |                         |                         |   |  |                                               |                                               |                                               |   |  |                                          |                                          |                                          |

## Statistiques

### Meilleures joueuses par statistiques
| Catégorie                      | Joueuse              | Équipe      | Stat.  |
| ------------------------------ | -------------------- | ----------- | ------ |
| Points par match               | Brittney Griner      | Phoenix     | 21,9   |
| Rebonds par match              | Jonquel Jones        | Connecticut | 11,9   |
| Passes par match               | Courtney Vandersloot | Chicago     | 8,1    |
| Interceptions par match        | Alana Beard          | Los Angeles | 2,1    |
| Contres par match              | Brittney Griner      | Phoenix     | 2,5    |
| Ballons perdus par match       | Allisha Gray         | Dallas      | 8,5    |
| Minutes jouées par match       | Skylar Diggins-Smith | Dallas      | 34,2   |
| Pourcentage de réussite        | Sylvia Fowles        | Minnesota   | 65,5 % |
| Pourcentage à 3 points         | Chelsea Gray         | Los Angeles | 48,2 % |
| Pourcentage aux lancers francs | Elena Delle Donne    | Washington  | 95,3 % |

| Catégorie                      | Joueuse                            | Équipe                | Stat. |
| ------------------------------ | ---------------------------------- | --------------------- | ----- |
| Points par match               | Brittney Griner                    | Phoenix               | 20,2  |
| Rebonds par match              | Sylvia Fowles                      | Minnesota             | 13,1  |
| Passes par match               | Chelsea Gray                       | Los Angeles           | 6,8   |
| Interceptions par match        | Candace Parker                     | Los Angeles           | 2,5   |
| Contres par match              | Sylvia Fowles Candace Parker       | Minnesota Los Angeles | 2,0   |
| Ballons perdus par match       | Alyssa Thomas Courtney Vandersloot | Connecticut Chicago   | 3,0   |
| Minutes jouées par match       | Brittney Griner                    | Phoenix               | 36,8  |
| Pourcentage de réussite        | Sylvia Fowles                      | Minnesota             | 63,1% |
| Pourcentage à 3 points         | Maya Moore                         | Minnesota             | 54,2% |
| Pourcentage aux lancers francs | Elena Delle Donne                  | Washington            | 95,7% |

## Récompenses

### Trophées annuels
| Récompenses                       | Vainqueur                           | Deuxième/Troisième                                                           |
| --------------------------------- | ----------------------------------- | ---------------------------------------------------------------------------- |
| WNBA Most Valuable Player         | Sylvia Fowles (Lynx du Minnesota)   | Tina Charles (Liberty de New York) Candace Parker (Sparks de Los Angeles)    |
| WNBA Defensive Player of the Year | Alana Beard (Sparks de Los Angeles) | Sylvia Fowles (Lynx du Minnesota) Brittney Griner (Mercury de Phoenix)       |
| WNBA Rookie of the Year           | Alisha Gray (Wings de Dallas)       | Brittney Sykes (Dream d'Atlanta)                                             |
| WNBA Sixth Woman of the Year      | Sugar Rodgers (Liberty de New York) | Renee Montgomery (Lynx du Minnesota) Ivory Latta (Mystics de Washington)     |
| WNBA Most Improved Player         | Jonquel Jones (Sun du Connecticut)  | Chelsea Gray (Sparks de Los Angeles) Isabelle Harrison (Star de San Antonio) |
| WNBA Coach of the Year            | Curt Miller (Sun du Connecticut)    | Mike Thibault (Mystics de Washington) Greg Bibb (Wings de Dallas)            |

- MVP des Finales WNBA :  Sylvia Fowles (Lynx du Minnesota)
- MVP All-Star Game :  Maya Moore (Lynx du Minnesota)
- WNBA Executive of the Year :  Curt Miller (Sun du Connecticut)
- Kim Perrot Sportsmanship Award :  Sue Bird (Storm de Seattle)

| - All-WNBA First Team : - Sylvia Fowles (Lynx du Minnesota) - Tina Charles (Liberty de New York) - Skylar Diggins-Smith (Wings de Dallas) - Candace Parker (Sparks de Los Angeles) - Maya Moore (Lynx du Minnesota) | - All-WNBA Second Team : - Nneka Ogwumike (Sparks de Los Angeles) - Jonquel Jones (Sun du Connecticut) - Chelsea Gray (Sparks de Los Angeles) - Brittney Griner (Mercury de Phoenix) - Diana Taurasi (Mercury de Phoenix) |

| - WNBA All-Defensive First Team : - Alana Beard (Sparks de Los Angeles) - Sylvia Fowles (Lynx du Minnesota) - Nneka Ogwumike (Sparks de Los Angeles) - Jasmine Thomas (Sun du Connecticut) - Tina Charles (Liberty de New York) | - WNBA All-Defensive Second Team : - Brittney Griner (Mercury de Phoenix) - Alyssa Thomas (Sun du Connecticut) - Rebekkah Brunson (Lynx du Minnesota) - Maya Moore (Lynx du Minnesota) - Briann January (Fever de l'Indiana) |

| - WNBA All-Rookie Team : - Alisha Gray (Wings de Dallas) - Kelsey Plum (Stars de San Antonio) - Kaela Davis (Wings de Dallas) - Brittney Sykes (Dream d'Atlanta) - Shatori Walker-Kimbrough (Mystics de Washington) |

### Joueuses de la semaine
| Semaine     | Conférence Est                               | Conférence Ouest                             |
| ----------- | -------------------------------------------- | -------------------------------------------- |
| 22 mai      | Layshia Clarendon (Dream d'Atlanta) (1/1)    | Sylvia Fowles (Lynx du Minnesota) (1/5)      |
| 29 mai      | Epiphanny Prince (Liberty de New York) (1/1) | Sylvia Fowles (Lynx du Minnesota) (2/5)      |
| 4 juin      | Tina Charles (Liberty de New York) (1/7)     | Diana Taurasi (Mercury de Phoenix) (1/1)     |
| 11 juin     | Tina Charles (Liberty de New York) (2/7)     | Sylvia Fowles (Lynx du Minnesota) (3/5)      |
| 18 juin     | Jonquel Jones (Sun du Connecticut) (1/2)     | Candace Parker (Sparks de Los Angeles) (1/4) |
| 25 juin     | Alyssa Thomas (Sun du Connecticut) (1/2)     | Skylar Diggins-Smith (Wings de Dallas) (1/1) |
| 2 juillet   | Jasmine Thomas (Sun du Connecticut) (1/1)    | Candace Parker (Sparks de Los Angeles) (2/4) |
| 10 juillet  | Alyssa Thomas (Sun du Connecticut) (2/2)     | Brittney Griner (Mercury de Phoenix) (1/2)   |
| 16 juillet  | Stefanie Dolson (Sky de Chicago) (1/1)       | Breanna Stewart (Storm de Seattle) (1/2)     |
| 23 juillet  | Tina Charles (Liberty de New York) (3/7)     | Sylvia Fowles (Lynx du Minnesota) (4/5)      |
| 30 juillet  | Tina Charles (Liberty de New York) (4/7)     | Candace Parker (Sparks de Los Angeles) (3/4) |
| 7 août      | Courtney Vandersloot (Sky de Chicago) (1/1)  | Glory Johnson (Wings de Dallas) (1/1)        |
| 14 août     | Jonquel Jones (Sun du Connecticut) (2/2)     | Sylvia Fowles (Lynx du Minnesota) (5/5)      |
| 21 août     | Tina Charles (Liberty de New York) (5/7)     | Breanna Stewart (Storm de Seattle) (2/2)     |
| 28 août     | Tina Charles (Liberty de New York) (6/7)     | Candace Parker (Sparks de Los Angeles) (4/4) |
| 5 septembre | Tina Charles (Liberty de New York) (7/7)     | Brittney Griner (Mercury de Phoenix) (2/2)   |

### Joueuses du mois
| Mois    | Conférence Est                           | Conférence Ouest                             |
| ------- | ---------------------------------------- | -------------------------------------------- |
| mai     | Tiffany Hayes (Dream d'Atlanta) (1/1)    | Sylvia Fowles (Lynx du Minnesota) (1/3)      |
| juin    | Jonquel Jones (Sun du Connecticut) (1/1) | Sylvia Fowles (Lynx du Minnesota) (2/3)      |
| juillet | Tina Charles (Liberty de New York) (1/2) | Sylvia Fowles (Lynx du Minnesota) (3/3)      |
| août    | Tina Charles (Liberty de New York) (2/2) | Candace Parker (Sparks de Los Angeles) (1/1) |

### Rookies du mois
| Mois    | Joueuse                                |
| ------- | -------------------------------------- |
| mai     | Alisha Gray (Wings de Dallas) (1/2)    |
| juin    | Alisha Gray (Wings de Dallas) (2/2)    |
| juillet | Brittney Sykes (Dream d'Atlanta) (1/2) |
| août    | Brittney Sykes (Dream d'Atlanta) (2/2) |

### Entraîneurs du mois
| Mois    | Coach                                     |
| ------- | ----------------------------------------- |
| mai     | Cheryl Reeve (Lynx du Minnesota) (1/1)    |
| juin    | Brian Agler (Sparks de Los Angeles) (1/1) |
| juillet | Curt Miller (Sun du Connecticut) (1/1)    |
| août    | Bill Laimbeer (Liberty de New York) (1/1) |

## Couverture médiatique

### Audience de la ligue
Lors de la saison régulière, la WNBA réunit ses plus fortes affluences (1 574 078 spectateurs, soit une moyenne de 7 716 par rencontre) depuis la saison WNBA 2011, avec une progression particulière pour les Sparks (11 350, +17,8 %, la plus forte depuis 2002), le Sun (+15,3 %) et le Lynx (10 407, +12,3%, la plus forte depuis la saison inaugurale de 1999). Son audience progresse sur les réseaux sociaux avec 14 millions de suivis (+15 %), dont plus d'un million de like de la page Facebook de la ligue. Le nombre de vues sur les réseaux atteint 679 millions (+59%) et les vues de vidéos atteignent 140 millions (+233%). Pour leur première année, les retransmissions de rencontres sur Twitter sont suivies par une moyenne de 613 000 personnes avec un pic de 1,1 million. Les ventes de matériel officiel progresse de 18 %. Pour la première fois, les équipes WNBA sont présentes dans un jeu vidéo, NBA Live 18 et  2,2 million d'enjeux sur le site de paris sportifs FanDuel.
Les play-offs WNBA ont rassemblé en moyenne 9 596 spectateurs (+10,1% par rapport aux 8 719 de l'an passé), le plus fort nombre depuis la saison 2010 (10 822). La ligue établit de nouveaux records sur les médias sociaux avec 246 millions de vues (+33,9 %), 47 millions de vues de video (+109,6 %) et 20 millions d’interactions (+161,2 %) par rapport à la saison 2016. Les ventes en ligne sur la plate-forme de la WNBA sont en croissance de 38 % sur l'année 2016. Les Finales sur NBA ABC, ESPN et ESPN2 sont les troisièmes finales les plus suivies sur ESPN avec 559 000 spectateurs de moyenne sur la série depuis 2003. Le match décisif diffusé par ESPN2 avec 902 000 spectateurs (streaming inclus) est devenu la rencontre des playoffs la plus suivie depuis le début de leur diffusion il y a 18 ans.

## Activisme

### Engagements politiques
Après le meurtre d'une contre-manifestante protestant contre la Manifestation « Unite the Right » à Charlottesville, les joueuses de WNBA, qui avaient déjà défié la traditionnelle neutralité des ligues sportives sur les enjeux politiques après les violences policières de l'été 2016, s'engagent de nouveau. Symboliquement, les joueuses des deux équipes se tiennent par la main au lieu de se faire face pendant l'hymne américain et durant la minute de silence qui s'ensuit. La présidente de la ligue Lisa Borders apporte son soutien aux joueuses.
Après que le président américain Donald Trump s'en soit pris au geste du footballeur américain Colin Kaepernick, qu'il traite de « fils de pute » pour avoir posé un genou à terre pendant l'hymne américain afin de protester contre les violences policières, les joueuses des Sparks de Los Angeles sont rentrées aux vestiaires pendant l'hymne américain lors des Finales WNBA. Ce geste est exécuté avec l'accord de la présidente de la ligue Lisa Borders, qui a indiqué qu'elle ne s'opposerait pas à ce que cette équipe championne en titre ne rende pas à la Maison-Blanche.

## Pour approfondir